# Rosa Carcas Romero
Rosa Carcas Romero és una empresària del sector del fitnes. Filla de Gil Carcas Termens, inaugurà l'any 1980 el gimnàs femení Iradier dedicat a l'esport, la salut i l'estètica i situat al barri de Pedralbes de Barcelona.
El 2025 fou inclosa a la llista Forbes de les 100 dones més influents de Catalunya.